# Vraní skála
Vraní skála är ett berg i Tjeckien. Det ligger i den centrala delen av landet, 40 km sydväst om huvudstaden Prag. Toppen på Vraní skála är 536 meter över havet, eller 65 meter över den omgivande terrängen. Bredden vid basen är 1,5 km.
Terrängen runt Vraní skála är kuperad österut, men västerut är den platt.Runt Vraní skála är det ganska tätbefolkat, med 179 invånare per kvadratkilometer. Närmaste större samhälle är Beroun, 10,2 km öster om Vraní skála. Trakten runt Vraní skála består till största delen av jordbruksmark.